# Лопеви
Лопеви (англ. Lopevi) — остров в архипелаге Новые Гебриды в Тихом океане. Принадлежит Республике Вануату и входит в состав провинции Малампа.

## География

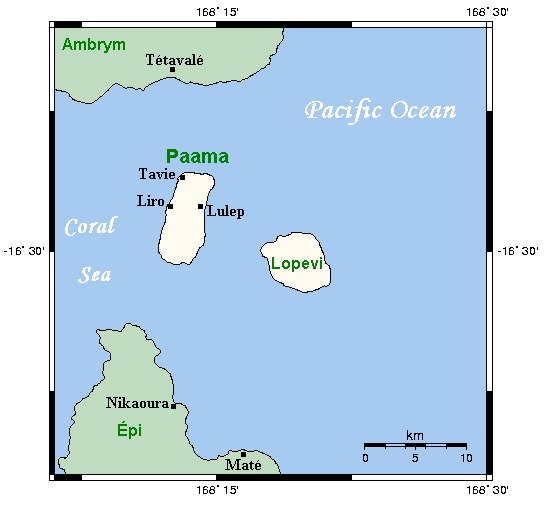
Карта острова.

Остров Лопеви расположен в центральной части архипелага Новые Гебриды в Тихом океане, между островами Амбрим, Паама и Эпи. Ближайший материк, Австралия, расположен примерно в 1200 км.
Как и другие острова архипелага, Лопеви имеет вулканическое происхождение. В центре острова расположен активный стратовулкан, небольшой кратер которого, включая туфовый конус, имеет разлом в северо-западной части. Высота вулкана достигает 1413 м. Площадь Лопеви составляет 29,0 км².
Климат на острове влажный тропический. Среднегодовое количество осадков превышает 2500 мм. Лопеви подвержен частым землетрясениям и циклонам.

## История
Острова Вануату были заселены примерно 2000 лет назад в ходе миграции населения через Соломоновы острова из северо-западной части Тихого океана и Папуа — Новой Гвинеи. Колонизация островов осуществлялась в ходе длительных морских плаваний на больших каноэ, которые могли вместить до 200 человек. С собой путешественники также брали некоторых полезных животных, семена сельскохозяйственных растений, которые впоследствии стали разводиться на новых землях.
Европейским первооткрывателем Лопеви стал английский путешественник Джеймс Кук, открывший остров в 1774 году. Правда, мореплаватель посчитал, что Лопеви и соседний Паама являются одним островом.
В марте 1906 года Лопеви, как и другие острова Новых Гебрид, стали совместным владением Франции и Британии, то есть архипелаг получил статус англо-французского кондоминиума.
30 июня 1980 года Новые Гебриды получили независимость от Великобритании и Франции, и остров Лопеви стал территорией Республики Вануату.

## Население
До конца 1950-х годов остров был обитаем, но из-за частых извержений вулкана все жители переселились на соседние острова Паама и Эпи. Поэтому в настоящее время Лопеви не заселён.